# Nödvärnsrätt
Nödvärnsrätt är den del av nödrätten som handlar om att mot en angripare använda våld eller hot om våld som annars är olagligt, rätten till självförsvar. Lagtexten genomgick en omfattande uppdatering 1994 i och med antagandet av prop. 1993/94:130 Ändringar i brottsbalken m.m.

## Allmänt
Nödvärn är en ansvarsfrihetsgrund. Av 24 kap. 1 § brottsbalken, BrB, framgår att en gärning som någon begår i nödvärn utgör brott endast om den med hänsyn till angreppets beskaffenhet, det angripnas betydelse och omständigheterna i övrigt är uppenbart oförsvarlig.
Lagens andra stycke tar upp fyra omständigheter där rätt att bruka nödvärn föreligger:
1. Mot ett påbörjat eller överhängande brottsligt angrepp på person eller egendom.
2. Mot den som med våld eller hot om våld eller på annat sätt hindrar att egendom återtas på bar gärning.
3. Mot den som olovligen trängt in i eller försöker tränga in i rum, hus, gård eller fartyg.
4. Mot den som vägrar att lämna en bostad efter tillsägelse.

## Ingripande av tredje part
Av 24 kap. 5 § brottsbalken, BrB, framgår att i fall där någon har nödvärnsrätt har var och en som hjälper denne samma rätt. 

## Nödvärn och nödvärnsexcess
Nödvärnsrätten kräver ett visst mått av proportionalitet som i dagligt tal kan uttryckas som att man inte får använda mer våld än nöden kräver. Lagtexten vid nödvärn säger att gärningen inte får vara uppenbart oförsvarligt. Det kan jämföras med nödrätten där lagen istället säger att gärningen inte får vara oförsvarlig. Ordalydelsen talar för att nödvärnsrätten snarare än avsaknad av direkt proportionalitet kräver att en uppenbar disproportionalitet föreligger för att inte medföra ansvarsfrihet vilket har fastslagits av Högsta Domstolen.
I vissa fall kan någon som använt sig av uppenbart oförsvarligt våld ändå gå fri från straff, förutsatt att omständigheterna var sådana att han eller hon svårligen kunde besinna sig, vilket framgår av 24 kap. 6 § BrB. Detta kallas nödvärnsexcess, och tar sikte på den angripnes förmåga att i den konkreta situationen anpassa sitt handlande efter vad som kan anses tillåtet enligt bestämmelsen om nödvärn.

## Kritik
I skrivelsen prop. 1993/94:130 Ändringar i brottsbalken m.m. bland svaren från remissinstanserna står det att det "Från något håll har framförts att domstolarnas tillämpning av [nödvärnsbestämmelsen] är allt för restriktiv". Senare i texten framkommer att bland annat Sveriges Advokatsamfund har framfört sådan kritik. Regeringens förslag försvaras med hänvisning till att lagen inte får bädda för en upptrappning av våldet i samhället. Det fastslås även att nödvärnsrätten ger den angripne en relativt bred marginal som också har fastslagits i Högsta Domstolens praxis.